# 欧亚多足蕨
欧亚多足蕨（学名：[Polypodium vulgare] 错误：{{Lang}}：文本有斜体标记（帮助））为水龙骨科多足蕨属下的一个种。